# Jorge Santillana
Jorge Santillana Villaseñor (nacido el 5 de junio de 1969 en México), es un exfutbolista Mexicano que jugaba como delantero en múltiples clubes entre ellos el Club Universidad Nacional, Cruz Azul, Tigres UANL, Atlas de Guadalajara entre otros.

## Trayectoria
Debutó con Universidad Nacional en 1990, prometía mucho en sus inicios con Pumas pero fue apagándose al paso de las temporadas. Su paso por Cruz Azul fue inadvertido, luego pasó a Tigres de la UANL y retomó su nivel jugando para Atlético Celaya, de dónde brincó al Atlas de Guadalajara logrando 6 goles en su primer torneo con ellos, para el siguiente se fue en blanco. Su regreso a Tigres lo consolidó en el mejor momento de su carrera convirtiendo goles importantes para que el cuadro felino calificara por primera vez a una liguilla en torneos cortos. De ahí se fue a Tecos de la UAG en donde tuvo regularidad y para el Apertura 2003 llegó al subcampeón el Monarcas Morelia donde fue un relevo regular. Para el Apertura 2004 llegó al Monterrey ya convertido en un jugador experimentado y cumplidor, pero no trascendió y dejó la institución para así retirarse.

### Clubes
| Club                     | País                | Año         | Partidos | Goles | Media |
| ------------------------ | ------------------- | ----------- | -------- | ----- | ----- |
| Universidad Nacional     | México              | 1990 - 1996 | 168      | 33    | 0.2   |
| Cruz Azul Fútbol Club    | México              | 1996 - 1997 | 24       | 1     | 0.04  |
| CF Tigres UANL           | México              | 1997 - 1998 | 27       | 4     | 0.15  |
| Atlético Celaya          | México              | 1998 - 1999 | 15       | 1     | 0.07  |
| Atlas de Guadalajara     | México              | 1999 - 2000 | 32       | 6     | 0.19  |
| CF Tigres UANL           | México              | 2000 - 2002 | 61       | 13    | 0.21  |
| Tecos de la UAG          | México              | 2002 - 2003 | 26       | 4     | 0.15  |
| Monarcas Morelia         | México              | 2003 - 2004 | 11       | 0     | 0     |
| Club de Fútbol Monterrey | México              | 2004        | 2        | 0     | 0     |
| Total en su carrera      | Total en su carrera | 1990 - 2004 | 367      | 63    | 0.19  |

#### Estadísticas
Resumen estadístico
| Competencia                | Partidos | Goles |
| -------------------------- | -------- | ----- |
| Primera División de México | 367      | 63    |
| Partidos internacionales   | 1        | 0     |
| Total                      | 368      | 63    |

## Selección nacional
Fue internacional en una sola ocasión con la selección de fútbol de México.

### Partidos internacionales
| # | Fecha               | Rival      | Sede     | Estadio           | Resultado | Competición |
| - | ------------------- | ---------- | -------- | ----------------- | --------- | ----------- |
| 1 | 29 de junio de 1993 | Costa Rica | San José | Estadio La Sabana | 2-0       | Amistoso    |

## Títulos
| Título           | Club                      | País   | Año  |
| ---------------- | ------------------------- | ------ | ---- |
| Primera División | Club Universidad Nacional | México | 1991 |